# 佳能IXUS 430

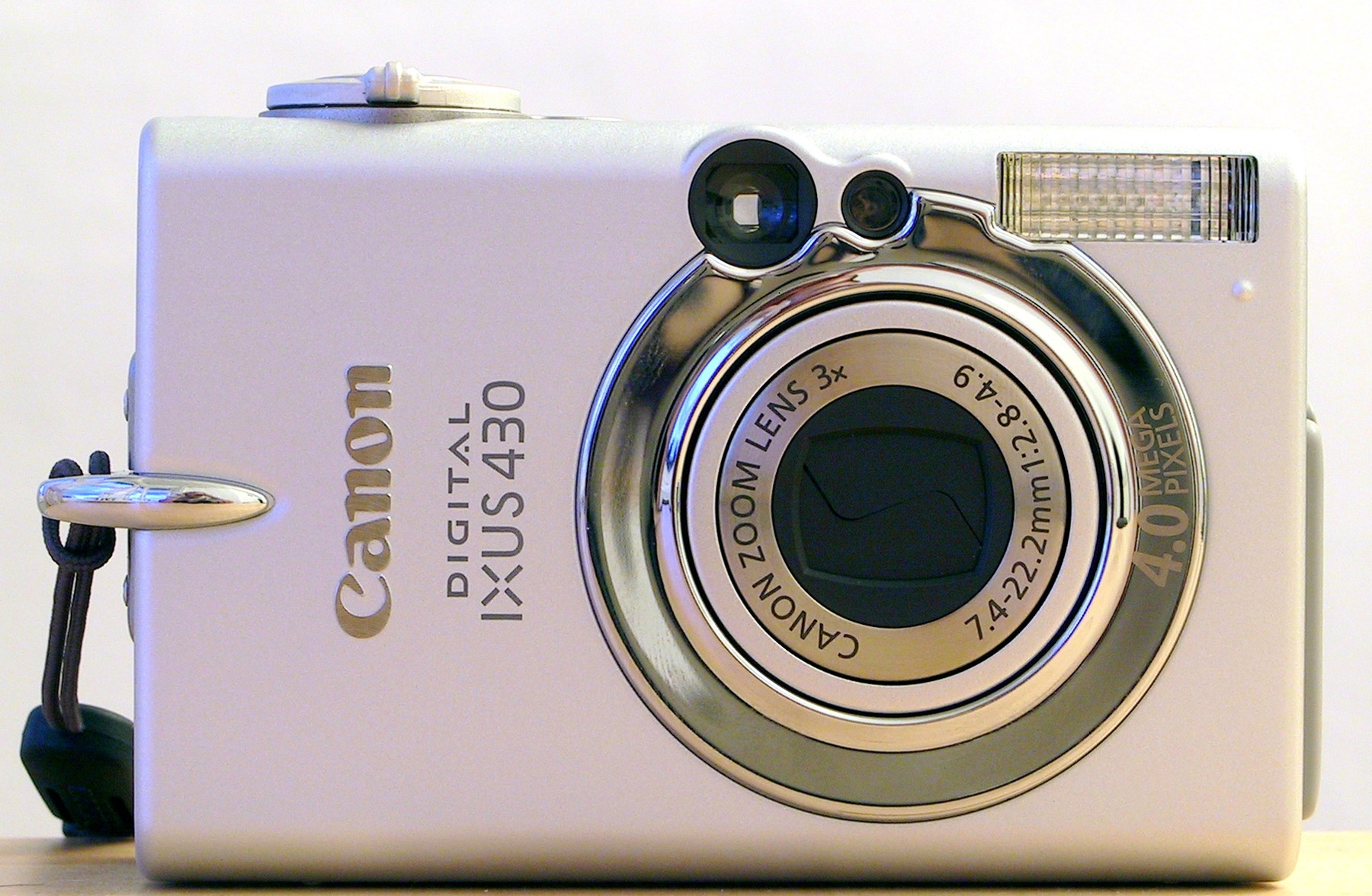
一台IXUS 430

佳能 Digital IXUS 430（在北美市场称作PowerShot S410，日本市场则称为IXY Digital 430）
IXUS 430与同时推出的IXUS 500为之前受好评的Canon Digital IXUS 400的升级版本。IXUS 430的继任者是Digital IXUS 40。

## 主要参数
- 400 万有效像素
- 3倍光学变焦
- 1/1.8 英寸 CCD
- 1.5寸可旋转液晶屏，分辨率11.8万象素
- 快门：15～1/2000秒
- ISO：50/100/200/400
- 9点AiAF对焦／中央单点对焦
- 有声短片记录（Motion JPEG编码与单声道音频）
- 使用CF卡作为存储介质
- 使用DIGIC数字处理芯片
- 使用内置NB-1LH锂离子电池
- Exif 2.2
- 尺寸 87 x 57 x 28 mm
- 不带电池约185克

## CCD问题
部分Digital IXUS 430相机在高温多湿的使用环境下，CCD可能出现故障，使得无论液晶屏或者保存的图像都无法正确显示。佳能公司对这一部分的产品实行免费维修。